# Protopannaria campbellensis
Protopannaria campbellensis är en lavart som beskrevs av Øvstedal & Fryday. Protopannaria campbellensis ingår i släktet Protopannaria och familjen Pannariaceae.   Inga underarter finns listade i Catalogue of Life.